# Megascolecidae
I Megascolecidae sono una famiglia di lombrichi.

## Distribuzione
La famiglia ha rappresentanti nativi di Australia, Nuova Zelanda, Asia sud-orientale e orientale e Nord America. I lignaggi più antichi della famiglia mostrano una distribuzione gondwana e sono stati usati come prova della deriva dei continenti. Membri del genere Pheretima (p.e. Amynthas) sono ampiamente distribuiti intorno ai Tropici, così come alcuni Lumbricidae sono distribuiti nelle zone temperate. Appartengono a questa famiglia anche alcuni generi nativi del Nord America, per esempio Arctiostrotus, Argilophilus e Driloleirus. 

## Descrizione
I membri di questa famiglia hanno la tipica disposizione "megascolecina" dei pori maschili, con i vasi deferenti e i dotti prostatici che si uniscono prima di aprirsi attraverso un poro combinato sul segmento 18, piuttosto che la disposizione "acantodrilina" (con pori maschili e pori da una o più coppie di prostate che si aprono separatamente vicino al segmento 18, ma mai combinate sul segmento 18) come si trovano nelle famiglie correlate Acanthodrilidae, Octochaetidae ed Exxidae. 
I Megascolecidae sono meroici, con più nefridi per segmento, o hanno la disposizione oloica plesiomorfa di due nefridi per segmento. Alcuni taxa mostrano anche enteronefria, allorché alcuni nefridi, invece di svuotarsi sulla superficie corporea, si svuotano nel tratto digerente. Le setae possono essere lumbricine (plesiomorfe, otto per segmento) o perichaetine (più di otto setae per segmento). 

## Tassonomia
La famiglia contiene i seguenti generi:
- Aceeca Blakemore, 2000
- Amphimiximus Blakemore, 2000
- Amynthas Kinberg, 1867
- Anisochaeta Beddard, 1890
- Anisogogaster Blakemore, 2010
- Aporodrilus Blakemore, 2000
- Archipheretima Michaelsen, 1928
- Arctiostrotus McKey-Fender, 1982
- Argilophilus Eisen, 1893
- Austrohoplochaetella Jamieson, 1971
- Begemius Easton, 1982
- Caecadrilus Blakemore, 2000
- Chetcodrilus Fender & McKey-Fender, 1990
- Comarodrilus Stephenson, 1915
- Cryptodrilus Fletcher, 1886
- Dendropheretima James, 2005
- Deodrilus Beddard, 1890
- Didymogaster Fletcher, 1886
- Digaster Perrier, 1872
- Diporochaeta Beddard, 1890
- Drilochaera Fender & McKey-Fender, 1990
- Driloleirus Fender & McKey-Fender, 1990
- Duplodicodrilus Blakemore, 2008
- Eastoniella Jamieson, 1977
- Fletcherodrilus Michaelsen, 1891
- Gastrodrilus Blakemore, 2000
- Gemascolex Edmonds & Jamieson, 1973
- Geofdyneia Jamieson, 2000
- Graliophilus Jamieson, 1971
- Haereodrilus Dyne, 2000
- Healesvillea Jamieson, 2000
- Heteroporodrilus Jamieson, 1970
- Hiatidrilus Blakemore, 1997
- Hickmaniella Jamieson, 1974
- Hypolimnus Blakemore, 2000
- Isarogoscolex James, 2005
- Kincaidodrilus McKey-Fender, 1982
- Lampito Kinberg, 1867
- Macnabodrilus Fender & McKey-Fender, 1990
- Megascolex Templeton, 1844
- Megascolides McCoy, 1878
- Metapheretima Michaelsen, 1928
- Metaphire Sims & Easton, 1972
- Nelloscolex Gates, 1939
- Nephrallaxis Fender & McKey-Fender, 1990
- Notoscolex Fletcher, 1886
- Oreoscolex Jamieson, 1973
- Paraplutellus Jamieson, 1972[1]
- Pericryptodrilus Jamieson, 1977
- Perionychella Michaelsen, 1907
- Perionyx Perrier, 1872
- Perissogaster Fletcher, 1887
- Pheretima Kinberg, 1867
- Pithemera Sims & Easton, 1972
- Planapheretima Michaelsen, 1934
- Pleionogaster Michaelsen, 1892
- Plutelloides Jamieson, 2000
- Plutellus Perrier, 1873
- Polypheretima Michaelsen, 1934
- Pontodrilus Perrier, 1874
- Propheretima Jamieson, 1995
- Provescus Blakemore, 2000
- Pseudocryptodrilus Jamieson, 1972
- Pseudonotoscolex Jamieson, 1971
- Retrovescus Blakemore, 1998
- Scolecoidea Blakemore, 2000
- Sebastianus Blakemore, 1997
- Simsia Jamieson, 1972[1]
- Spenceriella Michaelsen, 1907
- Tassiedrilus Blakemore, 2000
- Terrisswalkerius Jamieson, 1994
- Tonoscolex Gates, 1933
- Torresiella Dyne, 1997
- Toutellus Fender & McKey-Fender, 1990
- Troyia Jamieson, 1977
- Vesiculodrilus Jamieson, 1973
- Woodwardiella Stephenson, 1925
- Zacharius Blakemore, 1997